# Yamaha XV 500 SE
Yamaha XV 500 SE (někdy označovaný jako Yamaha XV 500 Virago) je motocykl kategorie chopper, vyvinutý firmou Yamaha, vyráběný v letech 1983–1987. Nástupcem je model Yamaha XV 535 Virago.
Chopper Yamaha XV 500 SE, vyráběný v osmdesátých letech 20. století, je chopper ze staré školy. Motor je klasický, vzduchem chlazený vidlicový dvouválec, o přenos síly se stará kardan. Kotoučová brzda na předním kole, zadní brzda je bubnová. Od nástupce XV 535 Virago se na první pohled liší vyšší a kratší stavbou, koncovkami výfuků na obou stranách (XV 535 Virago má obě vpravo) a tvarem válců motoru.

## Technické parametry
- Rám: trubkový ocelový
- Suchá hmotnost: 182 kg
- Pohotovostní hmotnost: 190 kg
- Maximální rychlost: 152 km/hod nebo 170 km/hod
- Spotřeba paliva: 4,5–5,5 l/100 km